# استخوان پاشنه
استخوان پاشنه یا کالکانئوس (Calcaneus) بزرگترین استخوان مچ پا است. زردپی آشیل به پشت این استخوان می‌چسبد.
استخوان پاشنه در قدام با استخوان تاسی (کوبوئید) و در ناحیه فوقانی با استخوان قاپ (تالوس) مفصل می‌شود.
پای انسان در ناحیه مچ پا شامل هفت استخوان می‌باشد که بزرگ‌ترین آن استخوان پاشنه بوده و بیشترین وزن بدن را نیز تحمل می‌کند و در بخش ابتدای پا، پیش از قوس آن قرار دارد. ساختارش نسبتاً به شکل مکعب مستطیل است و در اطراف آن بست‌ها (رباط‌ها) و ماهیچه‌های زیادی واقع شده‌اند. چنانچه در این استخوان، یک زائده خرد پدیدار گردد (خار پاشنه) می‌تواند دردناک شده و نهایتاً راه رفتن را دشوار می‌سازد.

## نگارخانه

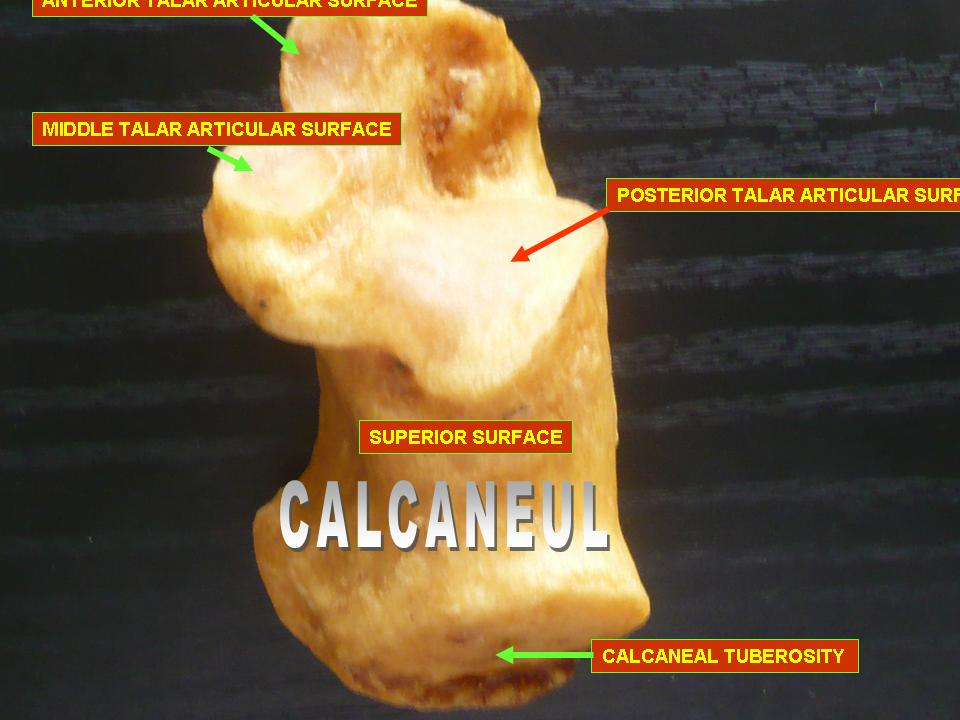
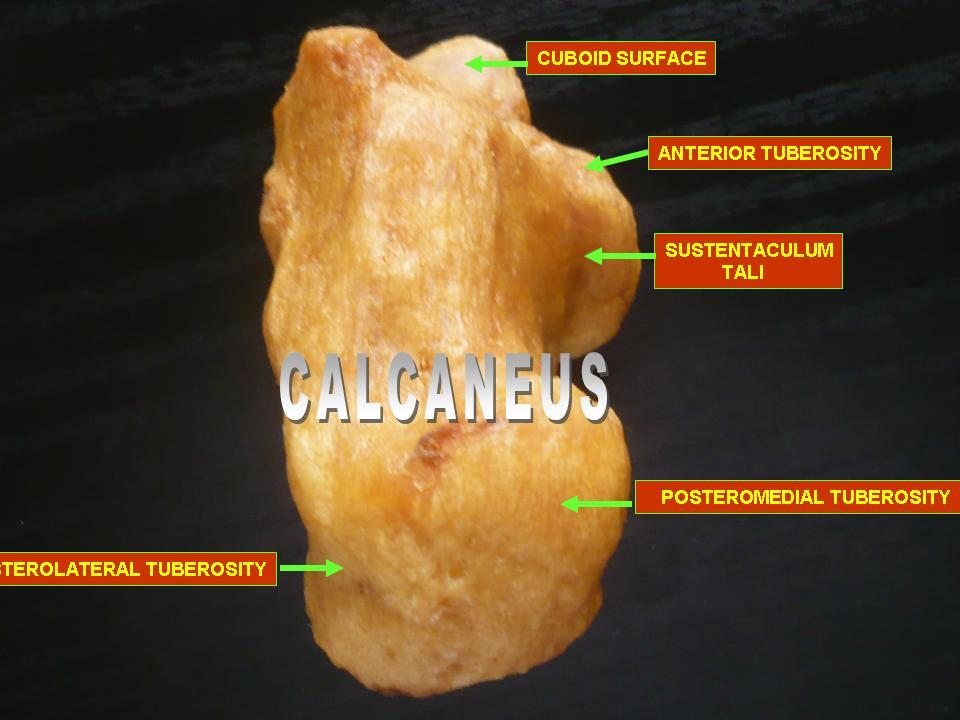
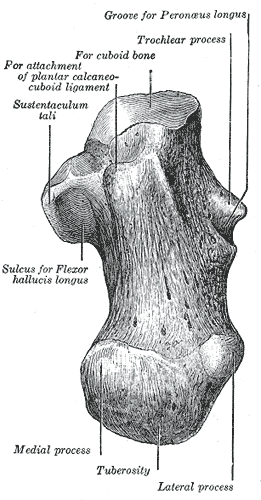
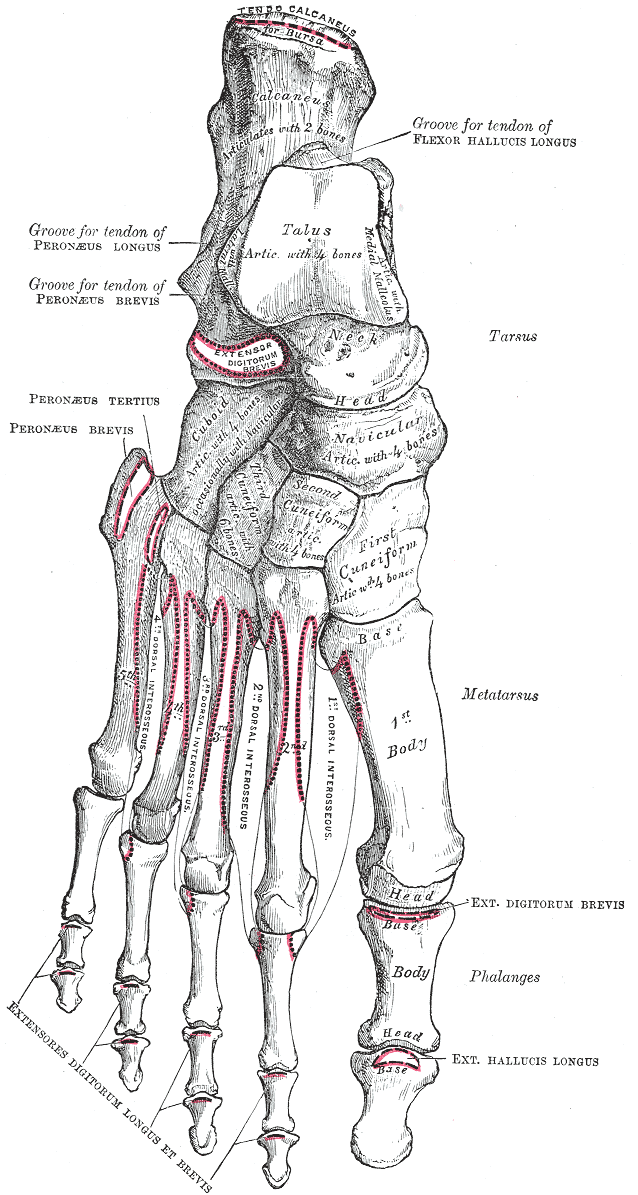
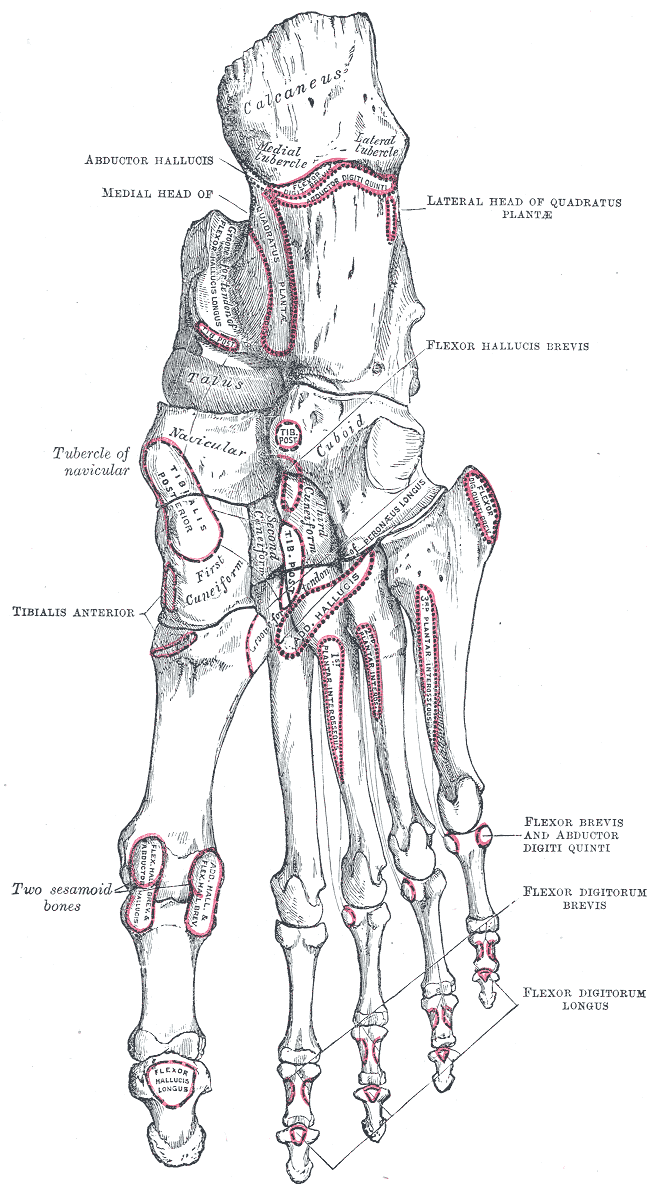
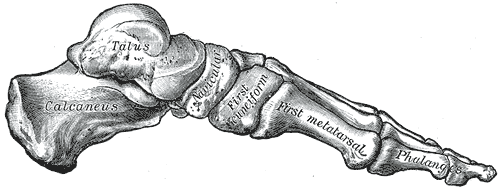
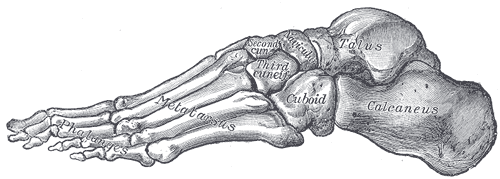
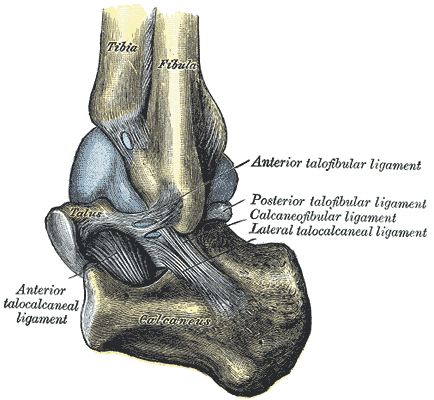
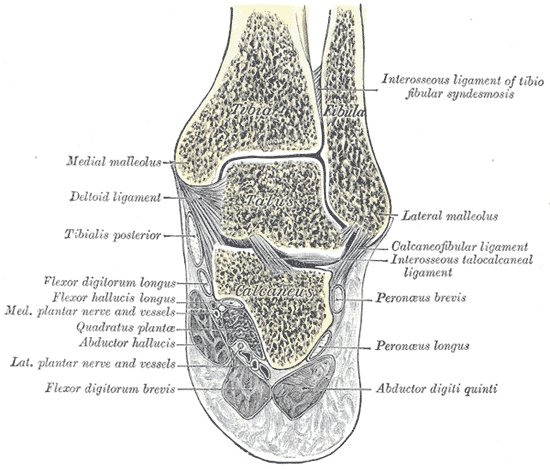
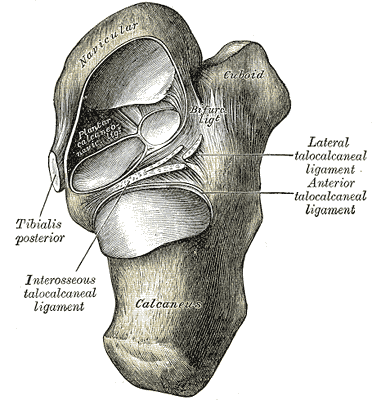
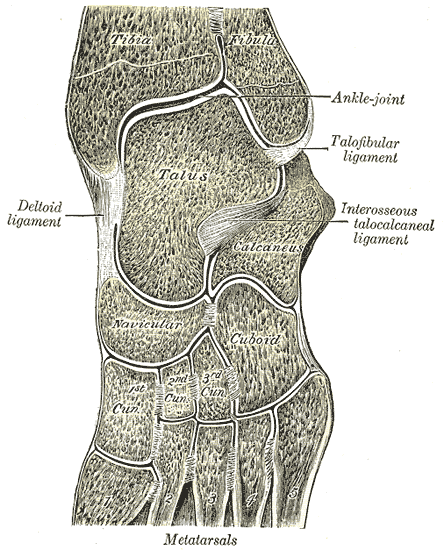
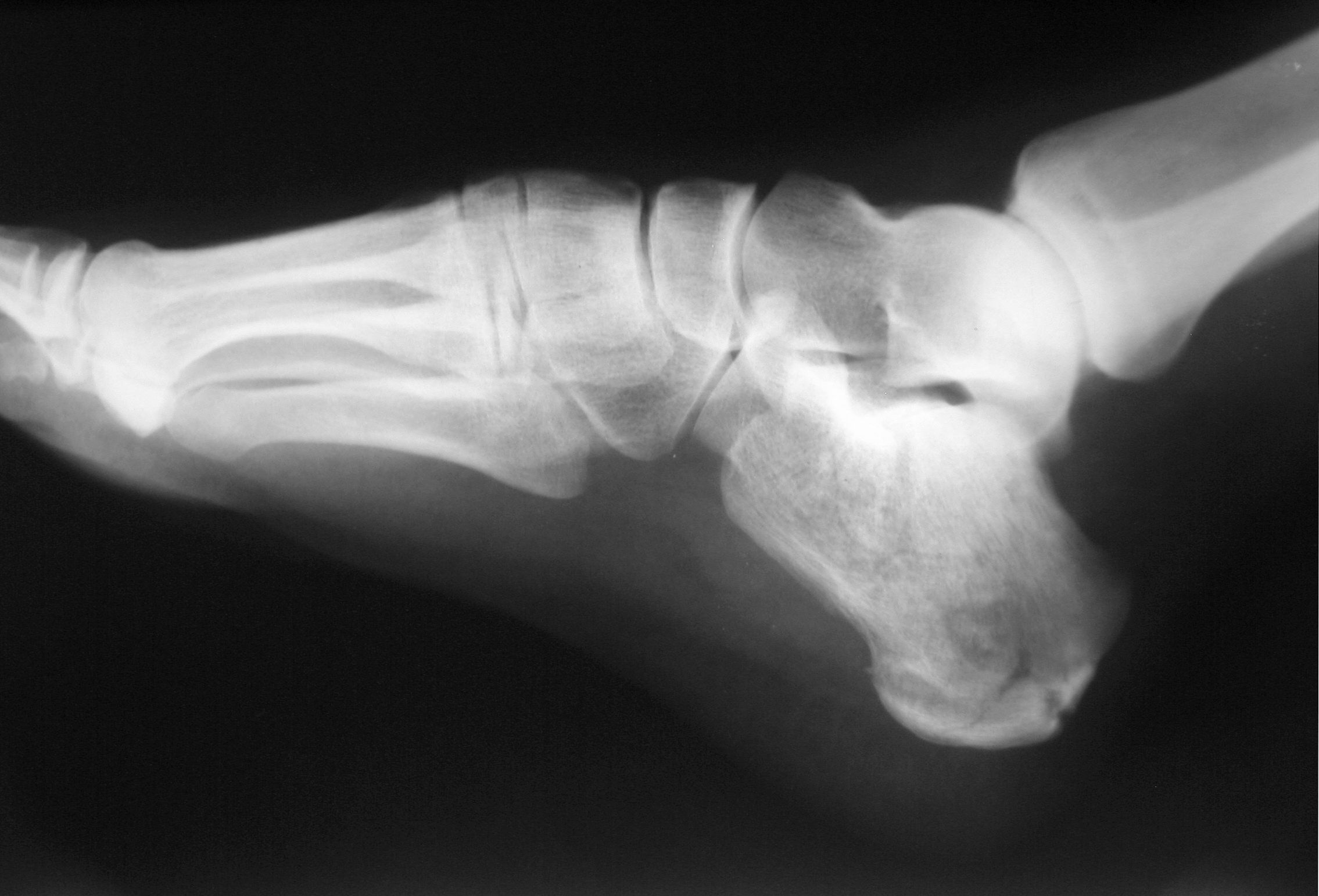